# Kadri Veseli
Kadri Veseli, född den 31 maj 1967 i Mitrovica i Kosovo, Serbien, SFR Jugoslavien, är en kosovansk politiker. 
Veseli var en av ledarna i den albanska studentrörelsen som under åren mellan 1988 och 1990 kämpade för kosovoalbanernas mänskliga och politiska rättigheter. Under Kosovokriget var han chef för UÇKs underrättelsetjänst.